# Ertingen
Ertingen är en kommun i Landkreis Biberach i det tyska förbundslandet Baden-Württemberg. Kommunen består av ortsdelarna (tyska Ortsteile) Ertingen, Binzwangen och Erisdorf. Folkmängden uppgår till cirka 5 400 invånare, på en yta av 37,74 kvadratkilometer.
Kommunen ingår i kommunalförbundet Riedlingen tillsammans med staden Riedlingen och kommunerna Altheim, Dürmentingen, Langenenslingen, Unlingen och Uttenweiler.

## Befolkningsutveckling
| Befolkningsutvecklingen i Ertingen 1975–2015 | Befolkningsutvecklingen i Ertingen 1975–2015 | Befolkningsutvecklingen i Ertingen 1975–2015 | Befolkningsutvecklingen i Ertingen 1975–2015 | Befolkningsutvecklingen i Ertingen 1975–2015 |
| -------------------------------------------- | -------------------------------------------- | -------------------------------------------- | -------------------------------------------- | -------------------------------------------- |
|                                              |                                              |                                              |                                              |                                              |
| År                                           |                                              |                                              | Folkmängd                                    | Areal (ha)                                   |
| 1975                                         | 1975                                         |                                              | 3 955                                        | 3 777                                        |
| 1980                                         | 1980                                         |                                              | 3 981                                        |                                              |
| 1985                                         | 1985                                         |                                              | 4 084                                        | 3 779                                        |
| 1990                                         | 1990                                         |                                              | 4 443                                        | 3 775                                        |
| 1995                                         | 1995                                         |                                              | 5 311                                        | 3 774                                        |
| 2000                                         | 2000                                         |                                              | 5 579                                        |                                              |
| 2005                                         | 2005                                         |                                              | 5 557                                        | 3 773                                        |
| 2010                                         | 2010                                         |                                              | 5 394                                        | 3 774                                        |
| 2015                                         | 2015                                         |                                              | 5 361                                        |                                              |
|                                              |                                              |                                              |                                              |                                              |